# Ногайські мови
Кипчацько-ногайські мови (ногайсько-кипчацькі, кангли, південнокипчацькі, арало-каспійські, східнокипчацькі, кипчацько-казахські, дештийсько-сибірські) — мовний кластер, що входить у кипчацьку групу тюркських мов.
З точки зору лінгвістики всі ногайські мови достатньо близькі між собою, щоб вважатися говірками однієї мови. Виділяються такі мови і діалекти (сучасні — із заходу на схід):
- староногайська розмовна мова - мова ногаїв до поділу на окремі наріччя;
- степовий діалект кримськотатарської мови (Добруджа татарська мова);
- тоболо-іртишський діалект сибірсько-татарської мови;
- ногайська мова;
- карагашська мова;
- алабугатсько-ногайська мова;
- юртовсько-ногайська мова;
- казахська мова;
- каракалпацька мова — дуже близька до казахської;
- кипчацько-узбецькі діалекти

Ногайське походження мають також деякі групи татар і башкирів, наприклад, ногайбаки .
Ногайсько-кипчацькою вважають також башкирську мову дослідники, які не визнають поволзькою-кипчацької підгрупи; татарська мова при такому трактуванні виявляється половецько-кипчацькою (така точка зору відображена в навчальному посібнику «Порівняльно-історична граматика тюркських мов. Регіональні реконструкції»).
Сучасна літературна ногайська від казахської відрізняється фонетикою (дещо спрощеною) і особливостями, характерними для північнокавказьких мов, лексикою - більше запозичень з перської, арабської і північнокавказьких мов і з російської мови. І тим не менш зберіг деякі загальні ногайсько-кипчацькі особливості, що казахська втратила.
Остаточне розділення ногаїв і казахів відбулося порівняно недавно, під час розселення джунгар-калмиків в межиріччя Уралу та Волги.
Виділені як відмінні ознаки переходи ш> с і ч> ш відмічаються не у всіх ногайських, відсутні або непослідовно представлені у степовій кримськотатарській, алабугатський, юртовський, кипчацько-узбецький, більше того, не в усіх казахських діалектах.
- Переходи ш> с і ч> ш відмічені також в деяких хакаських діалектах.

Примітка: східнокипчацькими називаються також киргизько-кипчацькі мови, на противагу іншим кипчацьким.